# Diócesis de Bambari
La diócesis de Bambari (en latín: Dioecesis Bambaritana y en francés: Diocèse de Bambari) es una circunscripción eclesiástica de la Iglesia católica en la República Centroafricana. Se trata de una diócesis latina, sufragánea de la arquidiócesis de Bangui. Desde el 28 de abril de 2017 su obispo es Richard Appora, de la Orden de Predicadores.

## Territorio y organización
La diócesis tiene 173 000 km² y extiende su jurisdicción sobre los fieles católicos de rito latino residentes en las prefecturas de: Basse-Kotto, Haute-Kotto y Vakaga.
La sede de la diócesis se encuentra en la ciudad de Bambari, en donde se halla la Catedral de San José.
En 2020 en la diócesis existían 14 parroquias.

## Historia
La diócesis fue erigida el 18 de diciembre de 1965 con la bula In vitae naturalis del papa Pablo VI, obteniendo el territorio de la arquidiócesis de Bangui.

## Estadísticas
Según el Anuario Pontificio 2021 la diócesis tenía a fines de 2020 un total de 118 870 fieles bautizados.
| Año                                                                             | Población            | Población | Población      | Sacerdotes | Sacerdotes    | Sacerdotes    | Bautizados por sacerdote | Diáconos permanentes | Religiosos | Religiosos | Parroquias |
| Año                                                                             | Bautizados católicos | Total     | % de católicos | Total      | Clero secular | Clero regular | Bautizados por sacerdote | Diáconos permanentes | Varones    | Mujeres    | Parroquias |
| ------------------------------------------------------------------------------- | -------------------- | --------- | -------------- | ---------- | ------------- | ------------- | ------------------------ | -------------------- | ---------- | ---------- | ---------- |
| 1980                                                                            | 57 217               | 300 000   | 19.1           | 24         | 4             | 20            | 2384                     | 1                    | 25         | 33         | 13         |
| 1990                                                                            | 59 318               | 357 000   | 16.6           | 22         | 11            | 11            | 2696                     |                      | 11         | 30         | 14         |
| 1999                                                                            | 83 018               | 326 029   | 25.5           | 20         | 16            | 4             | 4150                     |                      | 5          | 24         | 13         |
| 2000                                                                            | 100 105              | 392 794   | 25.5           | 18         | 15            | 3             | 5561                     |                      | 4          | 24         | 13         |
| 2001                                                                            | 104 770              | 392 241   | 26.7           | 20         | 16            | 4             | 5238                     |                      | 5          | 23         | 13         |
| 2002                                                                            | 133 609              | 418 409   | 31.9           | 20         | 16            | 4             | 6680                     |                      | 5          | 24         | 13         |
| 2003                                                                            | 121 957              | 334 714   | 36.4           | 23         | 19            | 4             | 5302                     |                      | 6          | 22         | 13         |
| 2004                                                                            | 111 550              | 356 311   | 31.3           | 24         | 20            | 4             | 4647                     |                      | 6          | 5          | 13         |
| 2006                                                                            | 114 400              | 366 000   | 31.3           | 24         | 21            | 3             | 4766                     |                      | 5          | 19         | 14         |
| 2012                                                                            | 155 000              | 418 000   | 37.1           | 24         | 18            | 6             | 6458                     |                      | 13         | 19         | 10         |
| 2015                                                                            | 110 000              | 419 282   | 26.2           | 26         | 23            | 3             | 4230                     |                      | 3          | 15         | 14         |
| 2018                                                                            | 115 150              | 443 265   | 26.0           | 23         | 20            | 3             | 5006                     |                      | 3          | 1          | 12         |
| 2020                                                                            | 118 870              | 457 555   | 26.0           | 19         | 16            | 3             | 6256                     |                      | 3          | 10         | 14         |
| Fuente: Catholic-Hierarchy, que a su vez toma los datos del Anuario Pontificio. |                      |           |                |            |               |               |                          |                      |            |            |            |

## Episcopologio
- Michel Marie Joseph Maître, C.S.Sp. † (19 de junio de 1981-29 de febrero de 1996 falleció)
- Jean-Claude Rembanga (29 de febrero de 1996 por sucesión-6 de noviembre de 2004 renunció)
- Edouard Mathos † (6 de noviembre de 2004-28 de abril de 2017 falleció)
- Richard Appora, O.P., por sucesión el 28 de abril de 2017